# Zwiefalten
Zwiefalten är en kommun(tyska Gemeinde) i Landkreis Reutlingen i delstaten Baden-Württemberg i Tyskland. Folkmängden uppgår till cirka 2 400 invånare, på en yta av 45,39 kvadratkilometer. Kommunen består av ortsdelarna (tyska Ortsteile) Zwiefalten, Attenhöfen, Baach, Gauingen, Gossenzugen, Hochberg, Mörsingen, Sonderbuch, Upflamör.
Kommunen ingår i kommunalförbundet Zwiefalten-Hayingen tillsammans med staden Hayingen och kommunen Pfronstetten.

## Befolkningsutveckling
| Befolkningsutvecklingen i Zwiefalten 1975–2015 | Befolkningsutvecklingen i Zwiefalten 1975–2015 | Befolkningsutvecklingen i Zwiefalten 1975–2015 | Befolkningsutvecklingen i Zwiefalten 1975–2015 | Befolkningsutvecklingen i Zwiefalten 1975–2015 |
| ---------------------------------------------- | ---------------------------------------------- | ---------------------------------------------- | ---------------------------------------------- | ---------------------------------------------- |
|                                                |                                                |                                                |                                                |                                                |
| År                                             |                                                |                                                | Folkmängd                                      | Areal (ha)                                     |
| 1975                                           | 1975                                           |                                                | 2 746                                          | 4 544                                          |
| 1980                                           | 1980                                           |                                                | 2 637                                          |                                                |
| 1985                                           | 1985                                           |                                                | 2 563                                          |                                                |
| 1990                                           | 1990                                           |                                                | 2 335                                          | 4 543                                          |
| 1995                                           | 1995                                           |                                                | 2 273                                          |                                                |
| 2000                                           | 2000                                           |                                                | 2 180                                          |                                                |
| 2005                                           | 2005                                           |                                                | 2 133                                          |                                                |
| 2010                                           | 2010                                           |                                                | 2 067                                          |                                                |
| 2015                                           | 2015                                           |                                                | 2 187                                          |                                                |
|                                                |                                                |                                                |                                                |                                                |